# Potok Siedlecki
Potok Siedlecki (niem. Tempelburger Wasser, Beek, Die Bäk), również Potok Siedlicki – potok w Gdańsku o długości 6,9 km. Związana jest z nim hipoteza, według której nazwa miasta Gdańsk pochodzi od pierwotnej nazwy tego potoku.

## Przebieg
Potok Siedlecki bierze swój początek z mniejszych cieków na Jasieniu, w zachodniej części miasta. Następnie płynie na wschód, przez Zabornię, północną część Ujeściska, gdzie wpływa do podziemnego kanału, którym płynie aż do ujścia. Pod ziemią przepływa przez Siedlce, wzdłuż ul. Kartuskiej. Uchodzi do Kanału Raduni w Śródmieściu, przy Hucisku.

## Historia
Przebieg potoku znacznie zmienił się na przestrzeni wieków. Pierwotnie miał on swoje źródło w Kiełpinie Górnym, przepływał przez Jezioro Jasień, następnie na odcinku do Jasienia płynął krawędzią lasu nieopodal Matemblewa. Uchodził wtedy do Motławy w rejonie Starego Miasta, tworząc deltę. Pierwszą zmianą przebiegu była budowa Kanału Raduni przez Zakon krzyżacki w XIV w. która spowodowała, że potok przestał wpływać do Motławy, a uchodził do kanału. Już w XVI wieku część potoku skanalizowano przy pomocy rur z drewna dębowego, ponieważ dostarczał on wody pitnej dla Gdańska. Przechodził ponad fosą miejską akweduktem do Kunsztu Wodnego.
W późniejszych wiekach drewniany rurociąg istniejący na niektórych odcinkach potoku zastąpiono murowanym kanałem. Największe zmiany w przebiegu potoku miały miejsce od lat 70. XX wieku. Odcinek potoku wypływający z Jeziora Jasień skierowano do Strzyży, tworząc nowy ciek nazywany Potokiem Jasień. W tym samym czasie skanalizowano większość przebiegu potoku podziemnym kanałem. Potok miał wtedy swój początek w Stawie Wróbla. W 2011 r. na skutek budowy drogi odcięto odcinek potoku wypływający ze Stawu Wróbla i od tego momentu bierze on swój początek z małych cieków wodnych na terenie Jasienia.
Istnieje hipoteza, według której potok nosił w czasach słowiańskich nazwę Gdania, od której miałoby wziąć nazwę miasto Gdańsk. Najstarsza jednostka osadnicza Gdańska znajdowała się prawdopodobnie w miejscu deltowego ujścia potoku do Motławy.